# Музаєв Нурдін Джамалдінович
Нурдін Джамалдінович Муза́єв (нар. 15 жовтня 1913, Белгатой — пом. 1983, Грозний) — чеченський письменник, поет, драматург, літературознавець, перекладач, педагог; член Спілки письменників СРСР з 1934 року. Кандидат філологічних наук з 1966 року.

## Біографія
Народився 2 [15] жовтня 1913 року в селі Белгатої (нині Шалінський район, Чеченська Республіка, Російська Федерація) в сім'ї селянина. Закінчив початкову школу і у 1929 році став студентом робітничого факультету в Грозному. Упродовж 1933—1935 років навчався на комсомольському відділенні Всесоюзного комуністичний інститут журналістики у Москві.
Повернувшись до Чечні, працював спочатку заступником, а згодом редактором республіканської газети «Ленінець». Член ВКП(б) з 1940 року.
У Червоній армії з 5 липня 1941 року по 25 травня 1943 року. Брав участь у німецько-радянській війні. Воював у 111 стрілецькій дивізії. Мав військове звання капітана.
У 1943—1944 роках очолював Управління кінофікації Чечено-Інгуської АРСР. У роки депортації чеченців та інгушів (1944—1957) учителював, був кореспондентом радіо та газет у Казахській РСР, завідувачем редакції чечено-інгуської художньої літератури при Казахському літературному видавництві. Одночасно навчався у Киргизькому педагогічному інституті, який закінчив 1953 року.
Після повернення на батьківщину в 1957 році, працював старшим редактором у Чечено-Інгуському книжковому видавництві, потім — літературним консультантом правління Спілки письменників Чечено-Інгуської АРСР, головою правління Спілки письменників Чечено-Інгуської АРСР. Викладав чеченську мову й літературу в педагогічному інституті та університеті в Грозному. Помер у Грозному в 1983 році.

## Творчість
Вірші почав писати, ще під час навчання у школі. Друвався з 1930 року. Серед творів:
- збірка «Крок на вірному шляху» (1933);
- збірка «Сан некъ» («Мій шлях», 1936, Грозний);
- збірка «Голос серця» (1939);
- збірка «Вибрані вірші і поеми» (1956);
- поема «Селима дуьйцу» («Говорить Селім», 1957, Алма-Ата; про боротьбу чеченського народу проти російських колонізаторів і місцевих феодалів);
- повість «Замза» («Замза», Алма-Ата, 1957);
- збірка «Оповідь про Чечню» (1958);
- роман «Къонахийн болар» у 2-х книгах («Похід мужніх», 1959; 1960, Грозний);
- збірка «Крихта землі» (1960);
- роман «Марш сміливих»/«Похід мужніх» (1960);
- збірка «Гарячі серця» (1961, 1973);
- роман у віршах «Крок у завтра» (1962);
- повість «Органан тогІехь» («В долині Аргуна», 1965, Грозний);
- збірка «Жагучі мрії» (1966);
- збірка «Дзюрчання струмочка» (1968);
- збірка «Поэмаш» («Поеми», 1969, Грозний);
- роман «Сатийсаман ницкъ» («Сила мрії», 1971; Грозний; про тогочасний робітничий клас Чечено-Інгушетії);
- збірка оповідань «БІарлагІийн тоба» («Почет привидів», 1976; Грозний);
- роман «Етап» (1980).

Автор п'єс, зокрема:
- «Вайн заманан заза» («Цвіт нашого часу»/«Паросток нашої епохи», 1933);
- «Іуьйре а, суьйре а» («Ранок і вечір», 1933);
- «Асет» (1937);
- «Колхозан ловзар» («Колгоспне весілля», 1938);
- «Мекхаш-Мирза» («Вусань Мірза», 1940, комедія);
- «Колгоспне свято» (поставлена у 1948 році);
- «Найдорожче» (1958);
- «Вірити людині»;
- «Мій кращий друг» (1961);
- «Сирла некъ» («Світлий шлях», 1961).

Виступав з нарисами, фейлетонами. Йому належать літературознавчі праці:
- «Чеченська література на шляхах соціалістичного реалізму» (1963, Грозний) (рос.);
- «Взаємозв'язки літератур Північного Кавказу у процесі становлення жанрів» (1974, Грозний) (рос.).

Написав пісню «Привіт Україні», присвячену дружбі українського, чеченського та інгуського народів.
Перекладав з російської, осетинської, грузинської та української літератур. Переклав твори Олександра Пушкіна, Шота Руставелі, Вільяма Шекспіра. Його переклади творів Тараса Шевченка ввійшли до чеченського видання «Кобзаря» у 1939 році.